# 垫风毛菊
垫风毛菊（学名：Saussurea pulvinata）是菊科风毛菊属的植物，为中国的特有植物。分布在中国大陆的青海、西藏、甘肃等地，生长于海拔1,100米至1,200米的地区，目前尚未由人工引种栽培。